# Cruciata
Cruciata es un género de plantas herbáceas del orden Gentianales de la familia Rubiaceae.

## Descripción
Son hierbas anuales o perennes, estas con estolones subterráneos. Tallos erectos o ascendentes, simples o ramificados solo en la base, tetrágonos, glabros o pelosos, con aculéolos en los ángulos o sin ellos. Hojas formando con las estípulas verticilos de 4, sésiles o atenuadas, con 1-3 nervios, al menos el central claramente visible, glabras o pelosas –por lo general ciliado-setosas–, y glándulas epidérmicas ± hinchadas cerca del ápice del envés.
Inflorescencias cimosas, en verticilos axilares, sobre pedúnculos acrescentes y a veces recurvados tras la antesis, bracteadas o no. Brácteas foliáceas, opuestas o en verticilos de 3, libres. Flores hermafroditas o la central de cada cima hermafrodita y las laterales masculinas –plantas andromonoicas–, tetrámeras –rara vez pentámeras–, proterandras, pediceladas; sin bractéolas. Cáliz inexistente. Corola rotácea o acopada, con 4(5) lóbulos, glabra, amarillenta o amarillo-verdosa, con 3 líneas de máculas pardas. Androceo con 4 estambres, exertos; filamentos cortos, lisos, insertos entre la garganta y las escotaduras de los lóbulos de la corola; anteras oblongas, ± dorsifijas. Estilo bifurcado hasta la mitad o casi la base, con ramas subiguales; estigmas capitados. Fruto en esquizocarpo, con 1-2 mericarpos. Mericarpos secos, ± globosos, subreniformes o piriformes, lisos o ligeramente estriados, glabros, con paquetes de rafidios blanquecinos hacia la parte del hilo. Tiene un número de cromosomas de: x = 11.

## Taxonomía
El género fue descrito por Carlos Linneo y publicado en The Gardeners Dictionary...Abridged...fourth edition vol. 1. 1754.
Etimología
Cruciata: nombre genérico que significa "con forma de cruz"

## Especies aceptadas
- Cruciata articulata (L.) Ehrend.
- Cruciata elbrussica (Pobed.) Pobed.
- Cruciata glabra (L.) Ehrend.
- Cruciata × grecescui (Prodán) Soó
- Cruciata laevipes Opiz
- Cruciata mixta Ehrend. & Schönb.-Tem.
- Cruciata pedemontana (Bellardi) Ehrend.
- Cruciata pseudopolycarpa Pobed.
- Cruciata taurica (Pall. ex Willd.) Ehrend.
- Cruciata valentinae (Galushko) Galushko